# Salmadammen
Salmadammen (persiska: سد سلما, Sadd-e Salma; även kallad: بند سلما, Band-e Salma) är en dammbyggnad i Afghanistan. Den ligger i distriktet Chisht-e Sharif, i provinsen Herat, 500 kilometer väster om huvudstaden Kabul. Salmadammen ligger 1 547 meter över havet, och dämmer floden Hari rud.